# Framing (World Wide Web)
Рамка в контекста на уеб браузър е част от уеб страница или прозорец на браузъра, който показва съдържание, независимо от неговата опаковка, с възможност за независимо зареждане на съдържанието. Съдържащите се в рамката HTML или медийни елементи могат да принадлежат на същата уеб страница, но могат да дойдат и извън нея, като същото важи и за останалите елементи, които се показват.
В HTML формат, фреймсет – се нарича група от наименувани рамки, към които могат да бъдат насочвани уеб-страници и медии; а iframe позволява рамките да бъдат поставени вътре в тялото на документа.
От началото на 2000-те години, използването на рамки все по-често се счита за остаряло, поради непрактичността и наличието на проблеми, и тази функция е премахната от стандарта HTML5.

## Синтаксис
В HTML 4.0 стандарта са включени две различни форми на рамки, елемент на рамка, използван в специален набор от съда, и елемент iframe елемент, използван в тялото на документа.
В HTML 4.01, документ, който нормално би съдържал глава и тяло, но може вместо това да съдържа глава и на набор от рамки (но не и двете тяло и набор от рамки). Атрибутите редове и колони на отварящия маркер набора от рамки определят размерите на решетката от кадъра, използващи разделени със запетая списъци с размери, определени в пиксели или проценти. Всеки размер на ред или колона може да бъде заменен със звездичка за обозначаване на остатъка от останалото пространство екрана. В рамките на фреймовете, поредицата от рамкови елементи описват документите на първоначалните източници за всеки кадър във фреймовете, както и възлагат на тях имена за използване като линкове. <noframes></noframes>
Framesets
Елементът на вградената рамка се използва за вграждане на рамките на нормалното HTML тялото, и определя началното съдържание и подобното име на рамковия елемент.

## История
Netscape Navigator 2.0 въвежда елементите, използвани за рамки от март 1996 г. Други доставчици на браузъра, като например Apple с Cyberdog идват по-късно тази година. По това време, Netscape, предлага рамки на World Wide Web Consortium (W3C) за включване в HTML 3.0 стандарта.
Рамките са били използвани, за да се покаже и да се движи началото на уеб приложенияте, като например уеб сайтове за чат и онлайн списания. Рамките имали предимството да позволяват елементите да се показват в целия сайт, без да се изискват сървърни функции като от страна на сървъра се включва или подкрепа CGI. Тези функции не са често срещани в началото на уеб сървъри, достъпни за публиката.
Ранните сайтове често използват рамка в горната част, за да се покаже на банер, който не може да се превърта. Тези банери рамки понякога включват лого на сайта, както и реклама.
XHTML, предназначен като наследник на HTML 4, отстранява всички рамки в 1.1. Предназначението на евентуалната подмяна е XFrames, който се опитва да реши проблема с посрещането на набора от рамки чрез композитен URI адреси.
Късния HTML5 стандарт, който поема различен подход към победа от HTML 4, също така премахва рамките. Елементът на вградена рамка, обаче, си остава.

## Предимства
Като позволява съдържанието да бъде заредено и навигирано независимо, рамките предлагат няколко предимства пред обикновен HTML в употреба, когато за първи път са разработени:
- Опростяването на поддръжката на съдържанието, споделено между всички или повечето страници, като например навигационните данни. Ако даден елемент трябва да се добави към менюто на страничната лента за навигация, авторът на уеб страницата, трябва да промени само една уеб страница, докато всяка отделна страница в традиционния уебсайт извън набора от рамки ще трябва да бъде редактиран, ако менюто на страничната лента се появи на всички тях.
- Намаляването на размера на честотната лента, необходима за не повторното сваляне на части от страницата, която не се бе променила.
- Разрешаването на различните части от информацията, да бъдат разглеждани независимо. Това може да включва сравнение рамо до рамо на две снимки или видеоклипове или два различни начина да разберат нещо, като например независимо да превъртате страницата на текст до видео, изображения, анимация, 3D въртящи се обекти и т.н.
- Разрешаването на бележките под линия да се появяват в специален раздел на страницата, когато се свързва към, така че читателят не губи мястото си в основния текст.

## Критика
Практиката на рамкиране на HTML съдържание води до многобройни критики. Те включват:
- Рамкирането прекъсва връзката между съдържанието и URL, което прави трудно да се свърже или маркира дадена точка на съдържанието в рамките на фреймове
- Изпълнението на кадъра е непоследователно в различните браузъри
- Браузърите, които правят материал линейно не се справят рамки добре.
- Рамкирането прави така, че да бъде трудно да се индексира и е в ущърб на оптимизацията на уеб сайтовете.
- Рамкирането обърква границите между съдържанието на различните сървъри, което повдига въпроси за нарушаване на авторските права
- Посетителите, пристигащи от търсачките могат да попаднат на една страница, предназначена за дисплей в рамка, която няма навигация
- Рамките променят поведението на бутона за връщане назад.
- Интернет адресите на уеб страниците, които използват рамки могат да направят така, че други страници да се показват във фреймове, тъй като поведението по подразбиране за връзка е да се зареди в текущия кадър, ако авторът не уточнява друго. Това би могло да се използва от недобросъвестни уебмастъри, за да изглежда така, сякаш съдържанието от друг сайт е всъщност част от сайта, който е домакин на фреймовете.
- Ако разделителната способност на екрана или размера на прозореца на браузъра е твърде ниска, след всеки кадър ще има ленти за превъртане, които могат да изглеждат разхвърляни и да заемат вече ограничено пространство. Такова поведение обикновено се превръща в повече от лош дизайн на сайта (фиксирани оформления вместо динамични оформления), заради което не всички фреймсет функции бяха пуснати в правилна употреба.

## Алтернативи
Като уеб технология разработена за много от целите, за които са използвани кадри, стават възможни по начини, които избягват проблемите, идентифицирани с рамки.
- Cascading Style Sheets (CSS), допускат елементи на една страница да се превъртат независимо (с помощта на преливане собственост) или държани на екрана, докато друго съдържание се превърта (използвайки позиции: фиксирана)
- Server-Side Includes и PHP позволяват споделеното съдържание да бъде редактирано веднъж и автоматично да доставя на клиента в рамките на крайната страница; като се увеличават сървърите CPU и скоростите на свързване, допълнителна работа, необходима за това в движение се превръща в по-малко важна.
- Развитието и широкото разпространение на уеб-ориентирана скриптови езици и рамки, като например PHP и Active Server Pages, и системи за управление на съдържанието на база данни, обезпечени като WordPress, предлагащи по-богати възможности за поддържане на навигация.
- Възходът на AJAX позволен за динамичен дисплей в рамките на една страница на съдържанието дори когато тя има нужда да бъдат изведени от сървъра, например въз основа на влезлия в системата потребител или събития на друго място.

Не всички проблеми, идентифицирани с рамкисе елиминират чрез използването на тези алтернативни подходи; например проблеми с Back/ Forward навигация, отметки, и индексиране остават на много сайтове, които правят трудно използването DHTML/ AJAX навигация.